# Op de Thermen
Op de Thermen  is een plein in het centrum van de Nederlandse stad Maastricht. Het plein is ontstaan na de renovatie van het Stokstraatkwartier in de jaren 1950 en 60. Het dankt zijn naam aan het ter plaatse opgegraven Romeinse badhuis ("thermen"). Op de Thermen is een intiem, autovrij plein, vrijwel zonder winkels, horeca en terrassen.

## Geschiedenis
Archeologische opgravingen hebben aangetoond dat zich op een diepte van 5 à 6 meter onder de bestrating van het plein Onder de Thermen restanten van een Romeins badhuis uit de tweede eeuw bevinden. In 1840 werden onder een nieuw aan te leggen moutkelder achter het pand Stokstraat 24 restanten van een antiek bouwwerk aangetroffen, dat al spoedig herkend werd als een Romeinse badinrichting. Het was het eerste Romeinse bouwwerk dat in Maastricht werd opgegraven. De eerste die hiervan melding maakte was de Leidse archeoloog Conrad Leemans in 1841 in De Gids. In 1843 publiceerde Leemans een boekje met de titel Romeinsche oudheden te Maastricht, waarin de vondsten door de Maastrichtse stadsarchitect Mathieu Hermans nauwkeurig waren nagetekend.
Tijdens de restauratie van het Stokstraatkwartier kreeg de Rijksdienst voor het Oudheidkundig Bodemonderzoek onder leiding van Jules Bogaers de kans opnieuw onderzoek te doen naar het badhuis. Van 1963 tot 1965 werd vrijwel het complete thermencomplex blootgelegd, gedocumenteerd en daarna met zilverzand afgedekt. De lengte van het badgebouw was ca. 24 meter; het gehele complex, inclusief een porticus aan de straatzijde, was een kleine 40 meter lang. In de derde en vierde eeuw vonden verbouwingen en restauraties plaats. Het badencomplex beschikte over een hypocaustum, waarmee de verwarming van sommige vertrekken mogelijk was. Waarschijnlijk was er in het complex een caldarium (warmwaterbad), een tepidarium (lauwwaterbad) en een frigidarium (koudwaterbad) aanwezig, verder kleedruimtes en wellicht een zwembad, een sportveld en een winkel. De nabij de Maasbrug en de zogenaamde Via Belgica gelegen badinrichting zal in de Romeinse nederzetting Maastricht (Mosae Trajectum?) een belangrijke rol gespeeld hebben als ontmoetingsplaats, wellicht ook voor militairen, bewoners van villae uit de omgeving en reizigers.

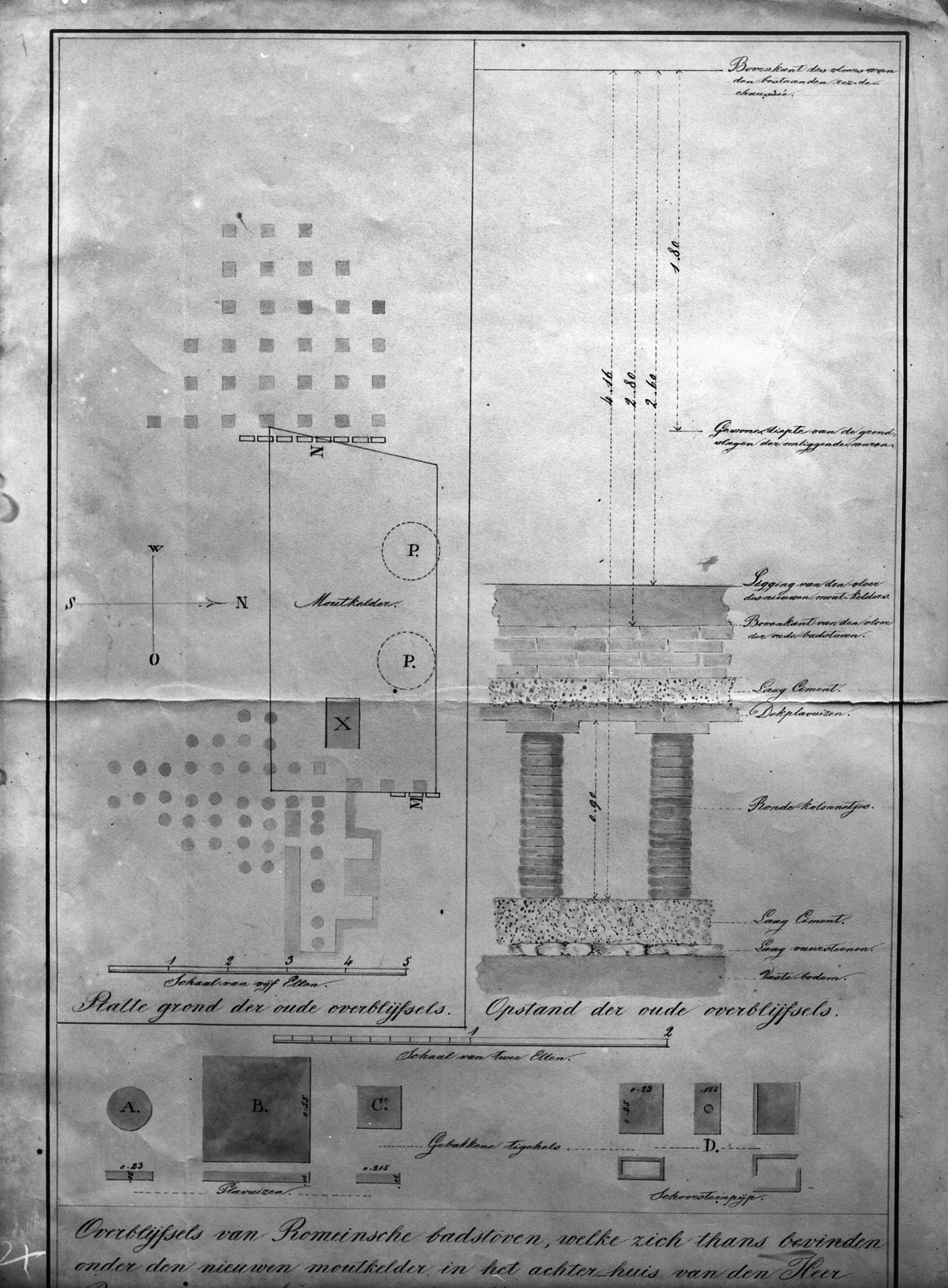
Opgraving 1840: tekening hypocaustum, M. Hermans
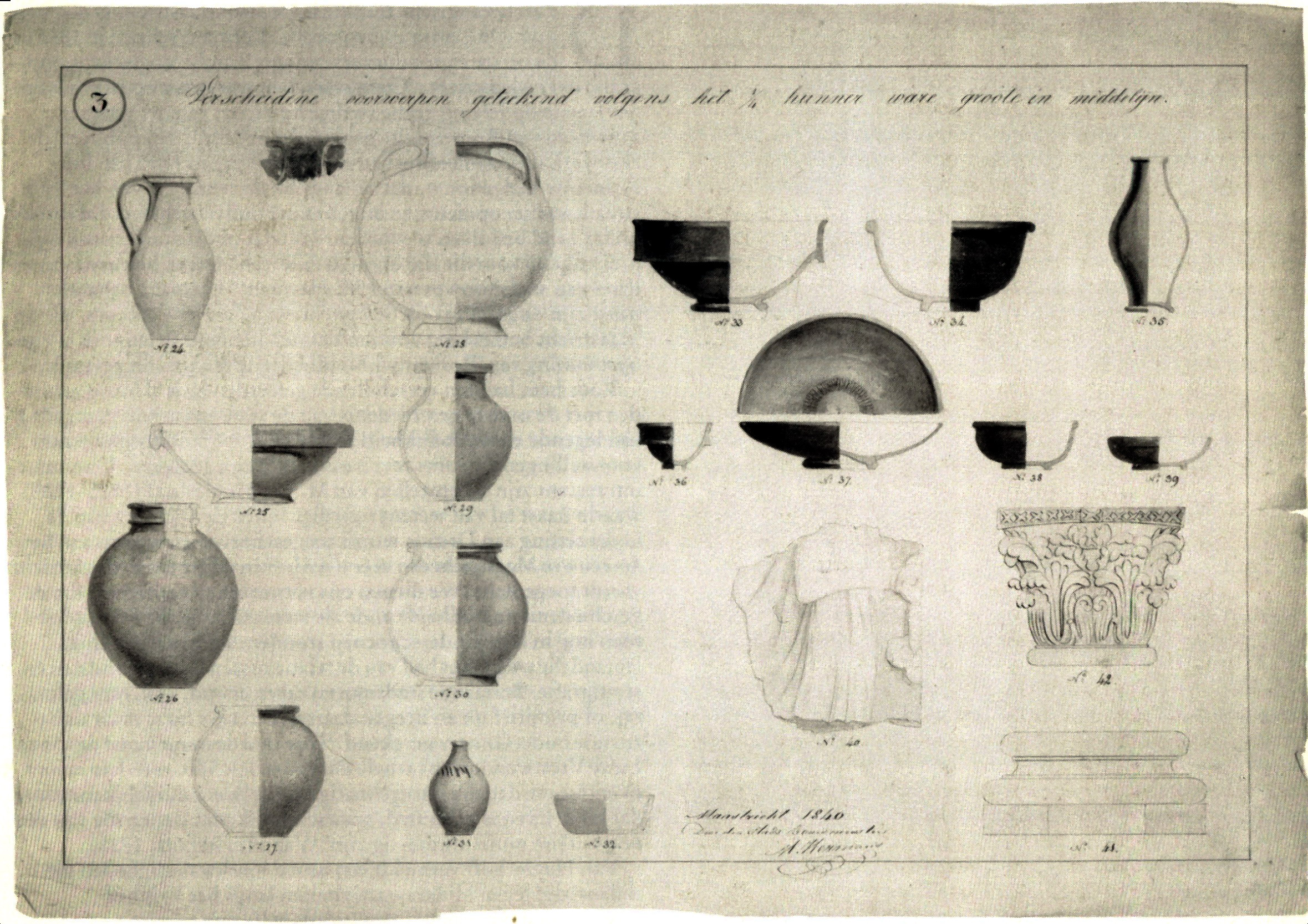
Opgraving 1840: tekening vondsten, M. Hermans
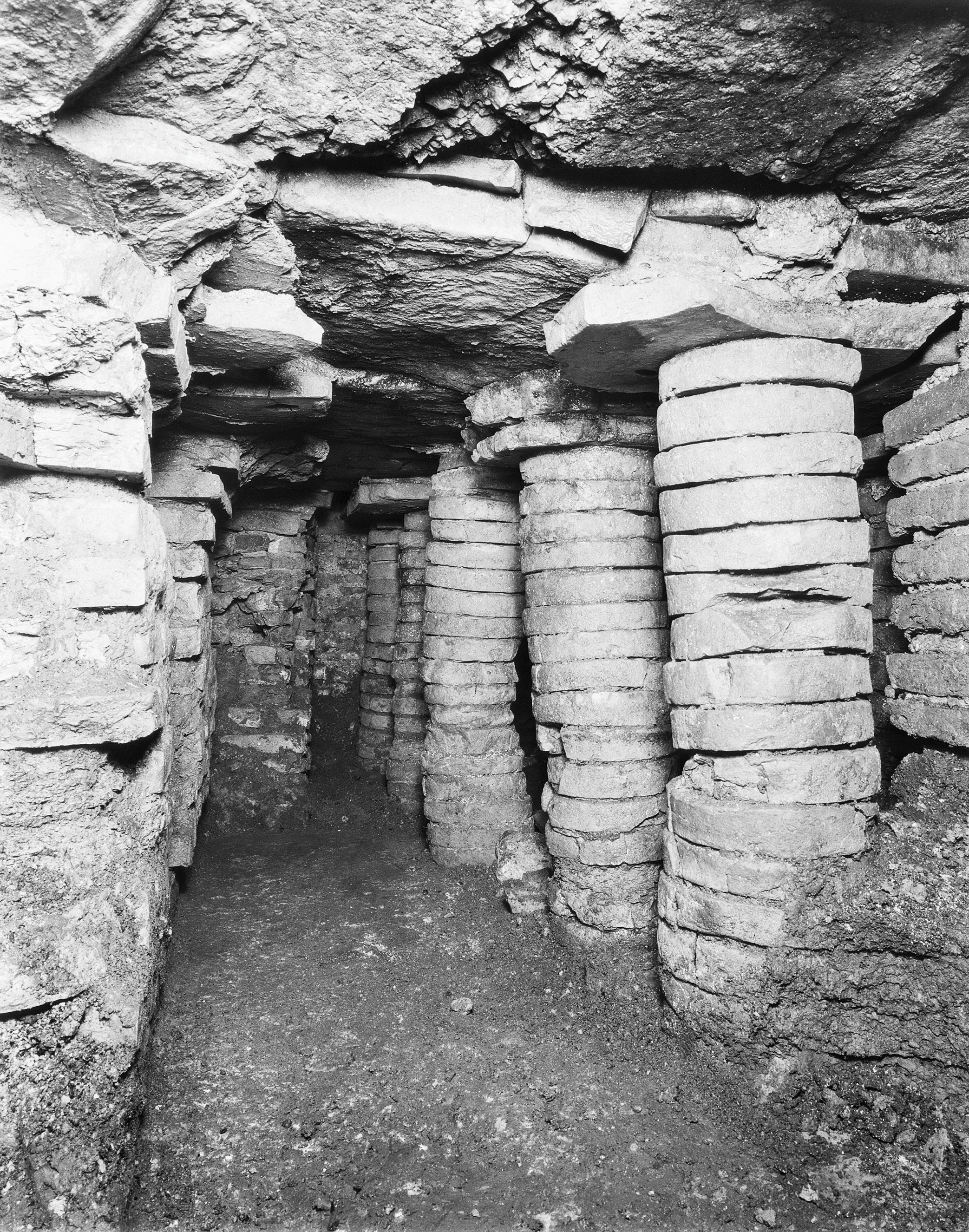
Opgraving 1963: hypocaustum
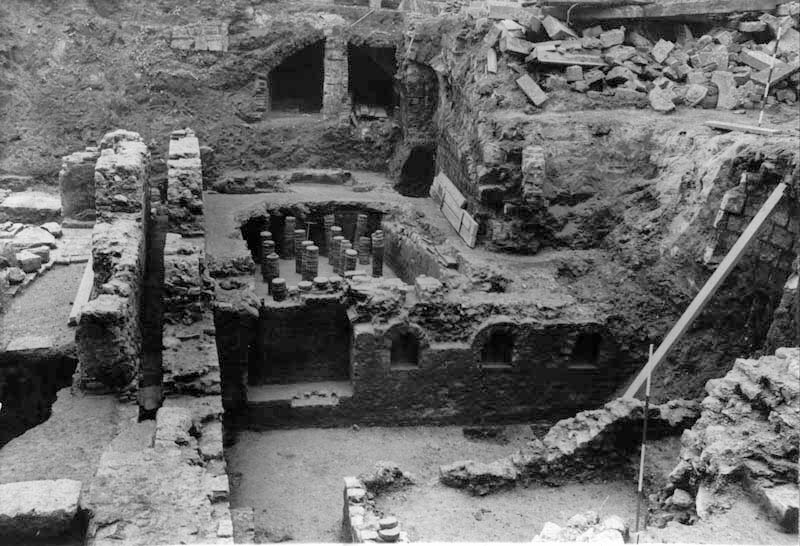
Overzicht opgraving 1963-65

Het plein Op de Thermen ontstond pas vrij recent toen bij de grootscheepse renovatie van de Stokstraat en omgeving de binnenterreinen achter de monumentale, maar vervallen panden aan de Plankstraat, de Stokstraat, de Maastrichter Smedenstraat en de Havenstraat werden opgeschoond. Doel was om licht, lucht en ruimte te brengen op de dichtbebouwde achtererven, waar voordien tientallen gezinnen onder vaak erbarmelijke omstandigheden leefden. In totaal werden in het Stokstraatgebied zeventien panden gesloopt; ongeveer 65 panden kregen een ander, aan de omgeving aangepast uiterlijk en ruim tachtig monumentale panden werden gerestaureerd (wat in sommige gevallen complete herbouw betekende).
Ter plaatse van het huidige plein, tussen de Morenstraat en de Plankstraat, liep tot 1950 een nauwe steeg, het Bessemstraatje. Mede dankzij de aanwezigheid van de archeologisch belangwekkende resten van de thermen werd besloten dat de opgeschoonde terreinen aan weerszijden van deze steeg aan de openbare ruimte zouden worden toegevoegd, waardoor rond 1970 het huidige plein Op de Thermen ontstond. Het plein heeft in de loop der jaren zijn intieme, rustige karakter weten te bewaren; in de zomer zijn er enkele kleinschalige terrassen van restaurants.

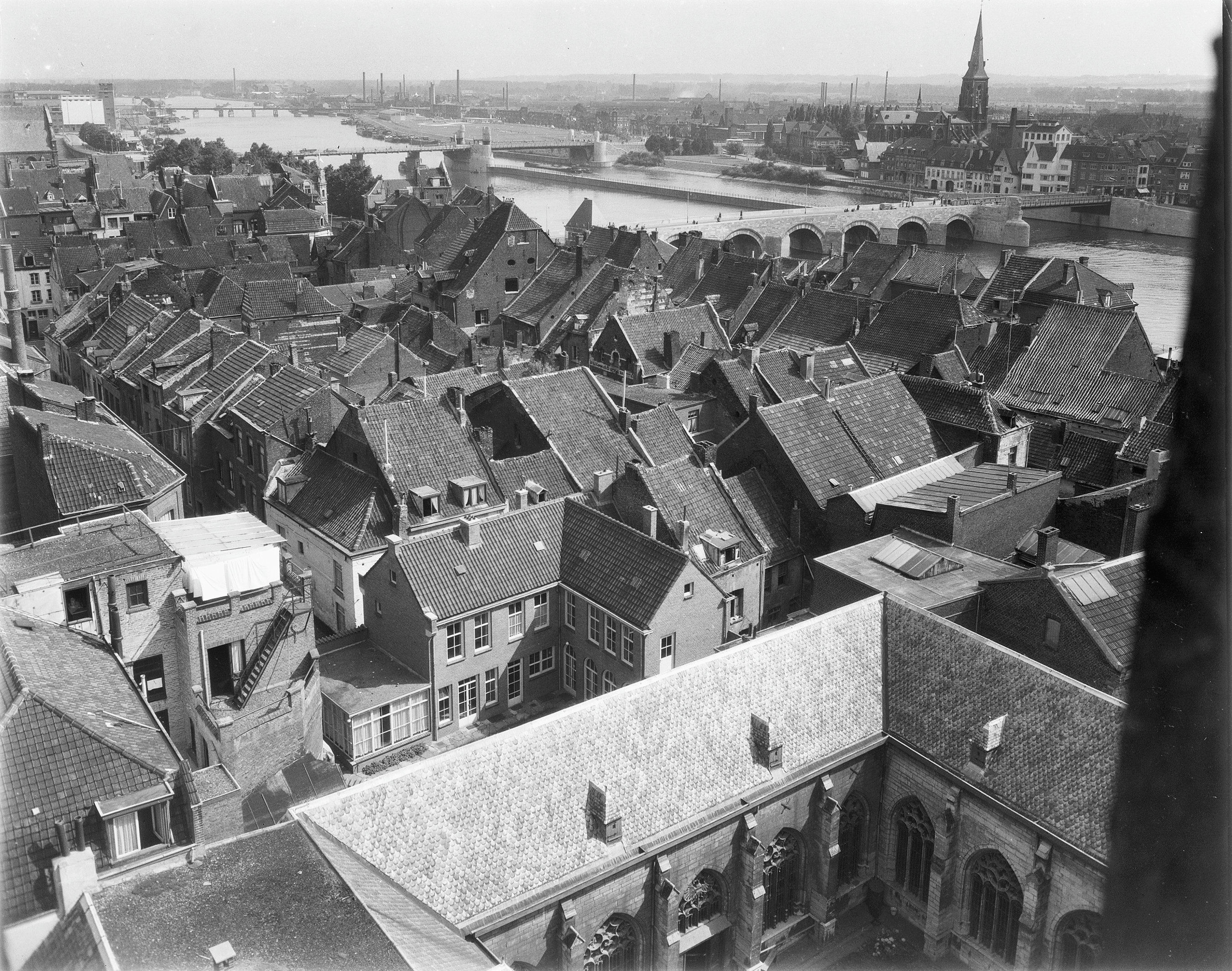
Binnenterreinen, 1954
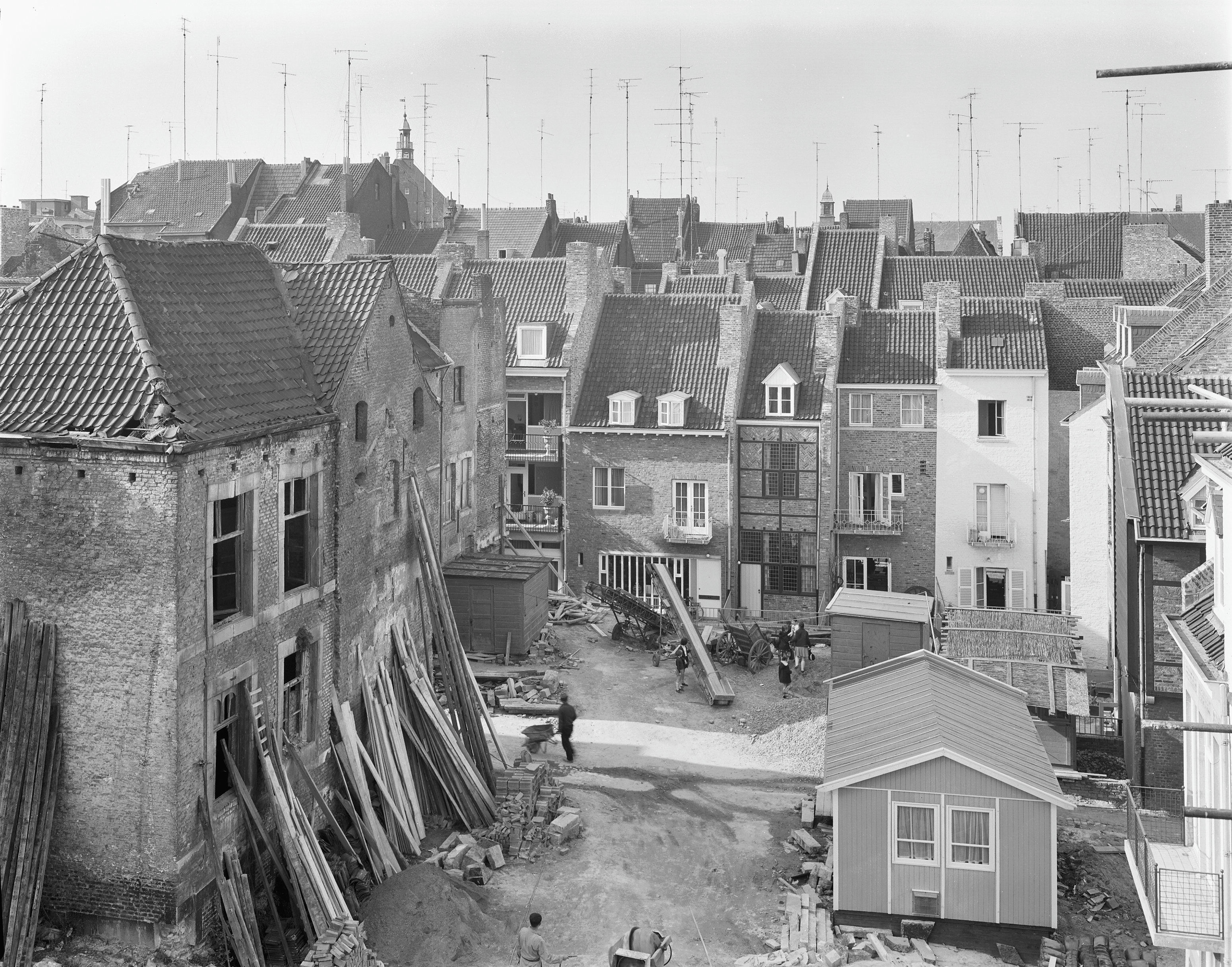
Noordzijde, 1967
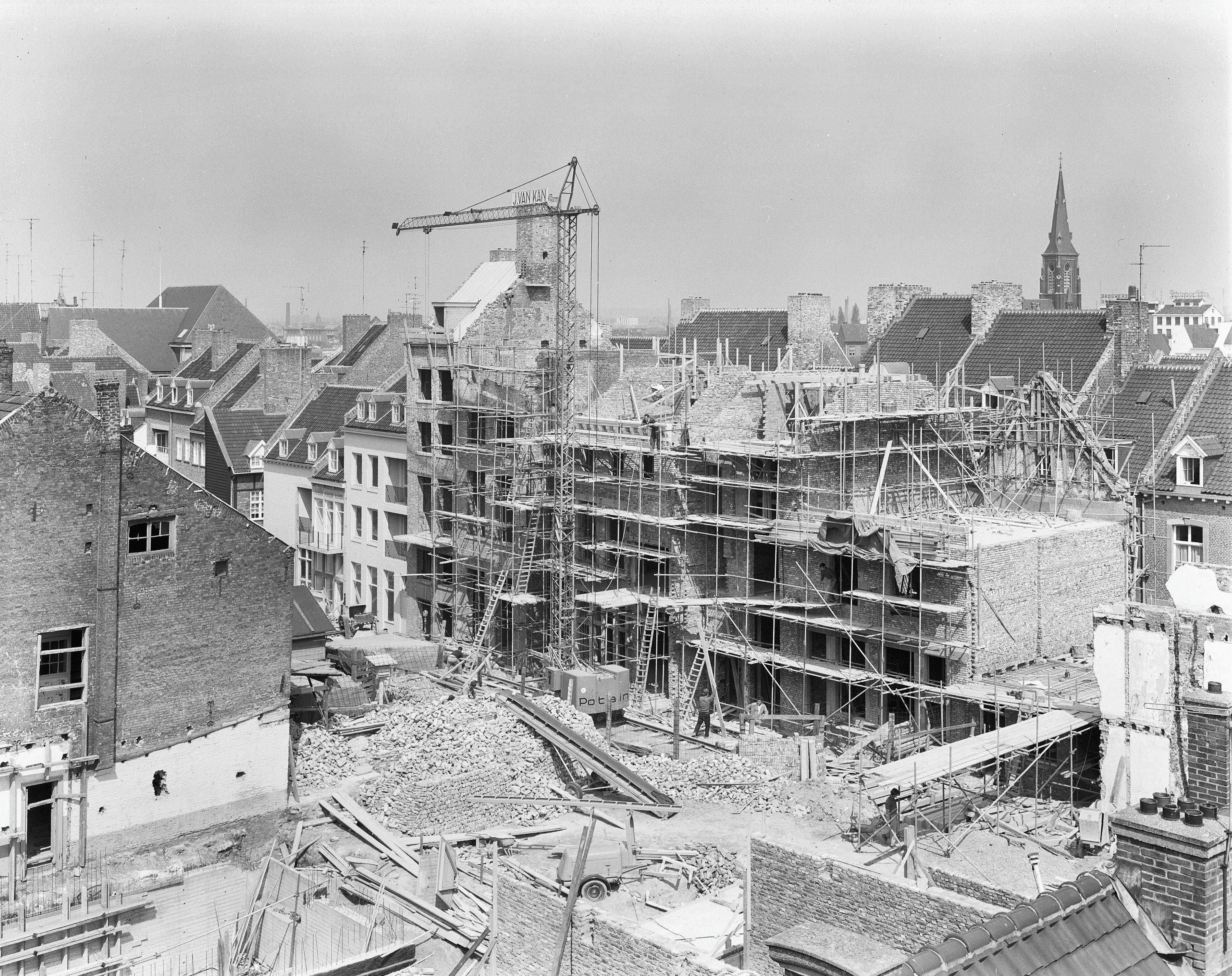
Oostzijde, 1967
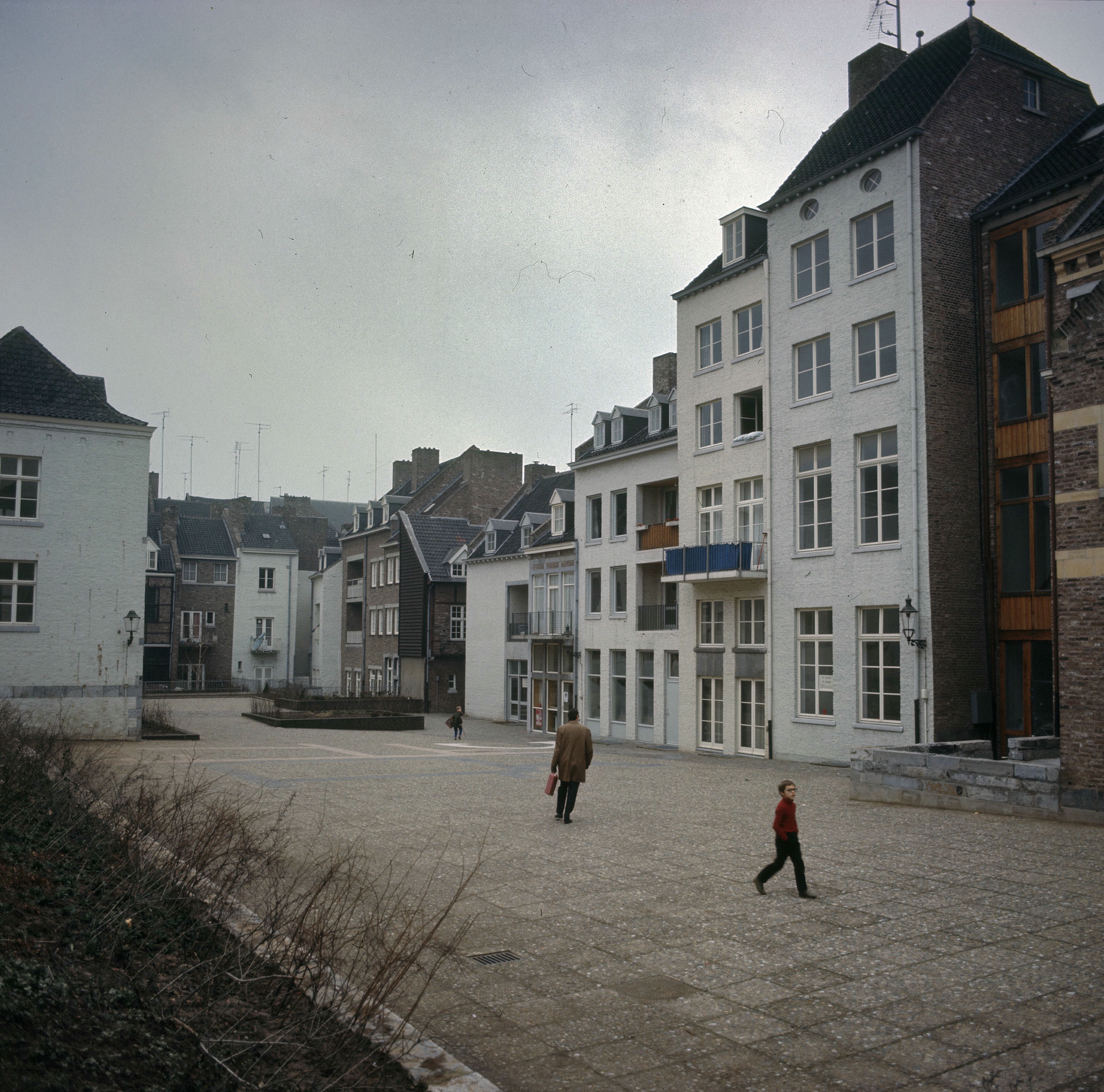
Oostzijde, ca. 1972

## Architectuur, kunst in de openbare ruimte

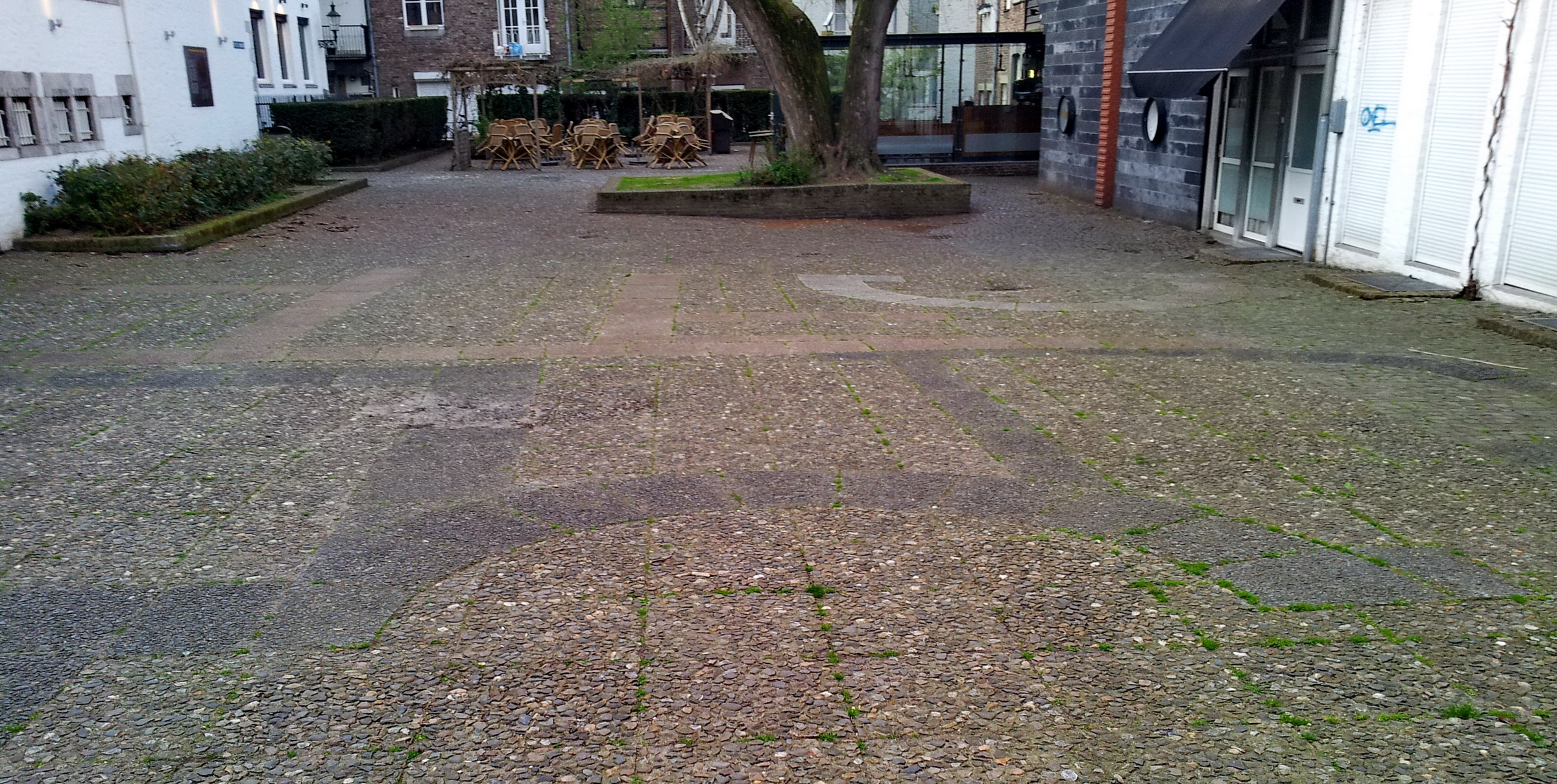
Contouren badgebouw in plaveisel

De bebouwing rondom Op de Thermen bestaat uit een mengeling van gerestaureerde achtergevels van panden in omliggende straten en nieuwbouw uit de tijd van de renovatie van het Stokstraatkwartier (1957-1973). Het plein werd in de jaren zeventig betegeld met voor die tijd typerende grindtegels met hier en daar een perk of een terras met andersoortig plaveisel. De belangrijke restanten van het Romeinse badhuis zijn niet meer zichtbaar. Wel heeft men getracht de contouren van de verschillende bouwfasen met donkergrijze, witte en rode tegels in het plaveisel zichtbaar te maken. Een informatiebord verschaft achtergrondinformatie over de thermen en andere Romeinse overblijfselen in de omgeving.
Aan het plein zijn een viertal gevelstenen te bewonderen, die alle van elders afkomstig zijn en tijdens de restauratie zijn ingemetseld in een muur aan de achterkant van Stokstraat 28-30.
De bronzen Amazone te paard is een beeld van Arthur Spronken. Het werd in 1973 onthuld door prins Claus. Vlakbij, op de hoek van de Plankstraat en Stokstraat staat nog een beeld van Spronken, dat een scheepsboegbeeld voorstelt.

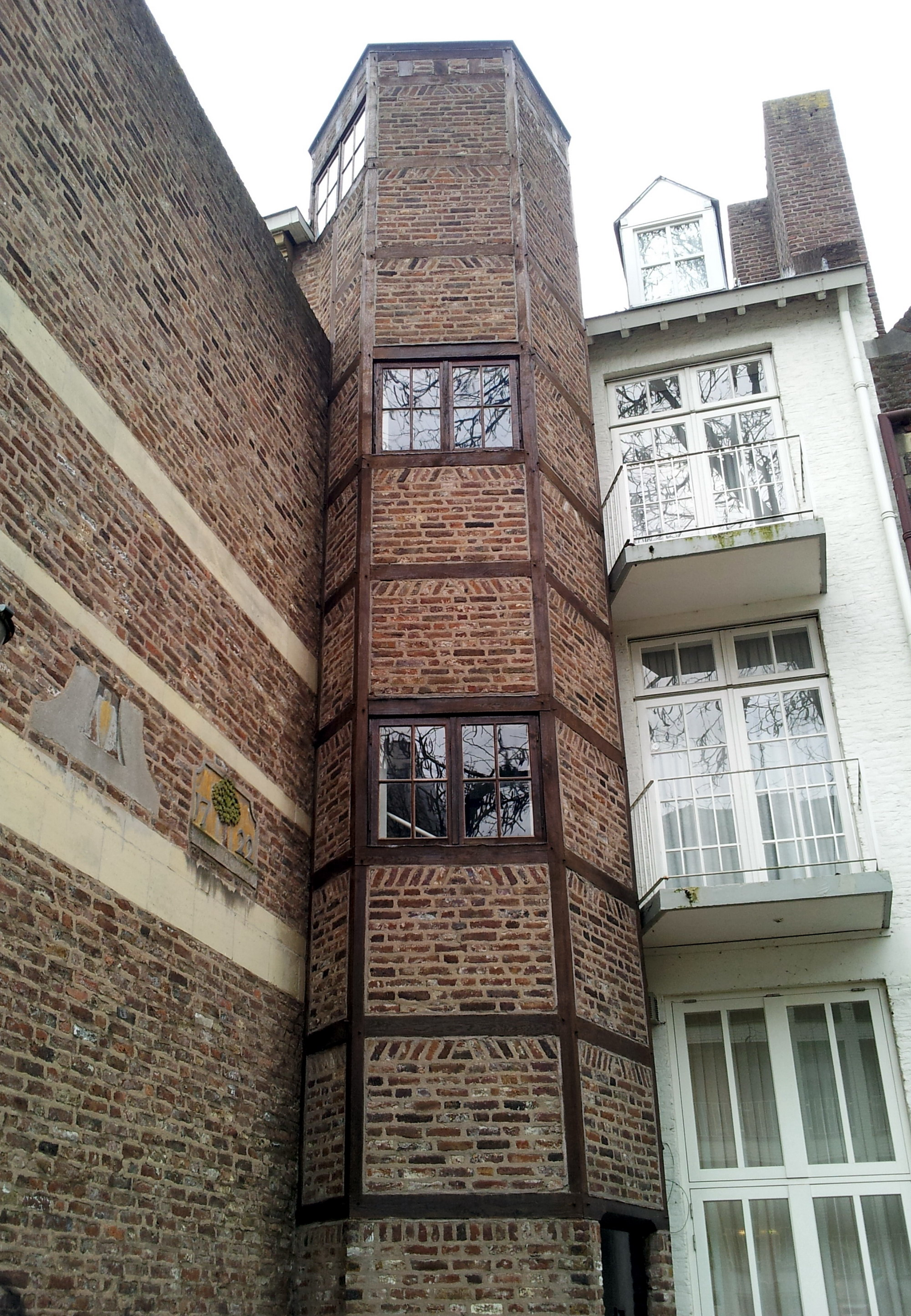
Middeleeuwse toren
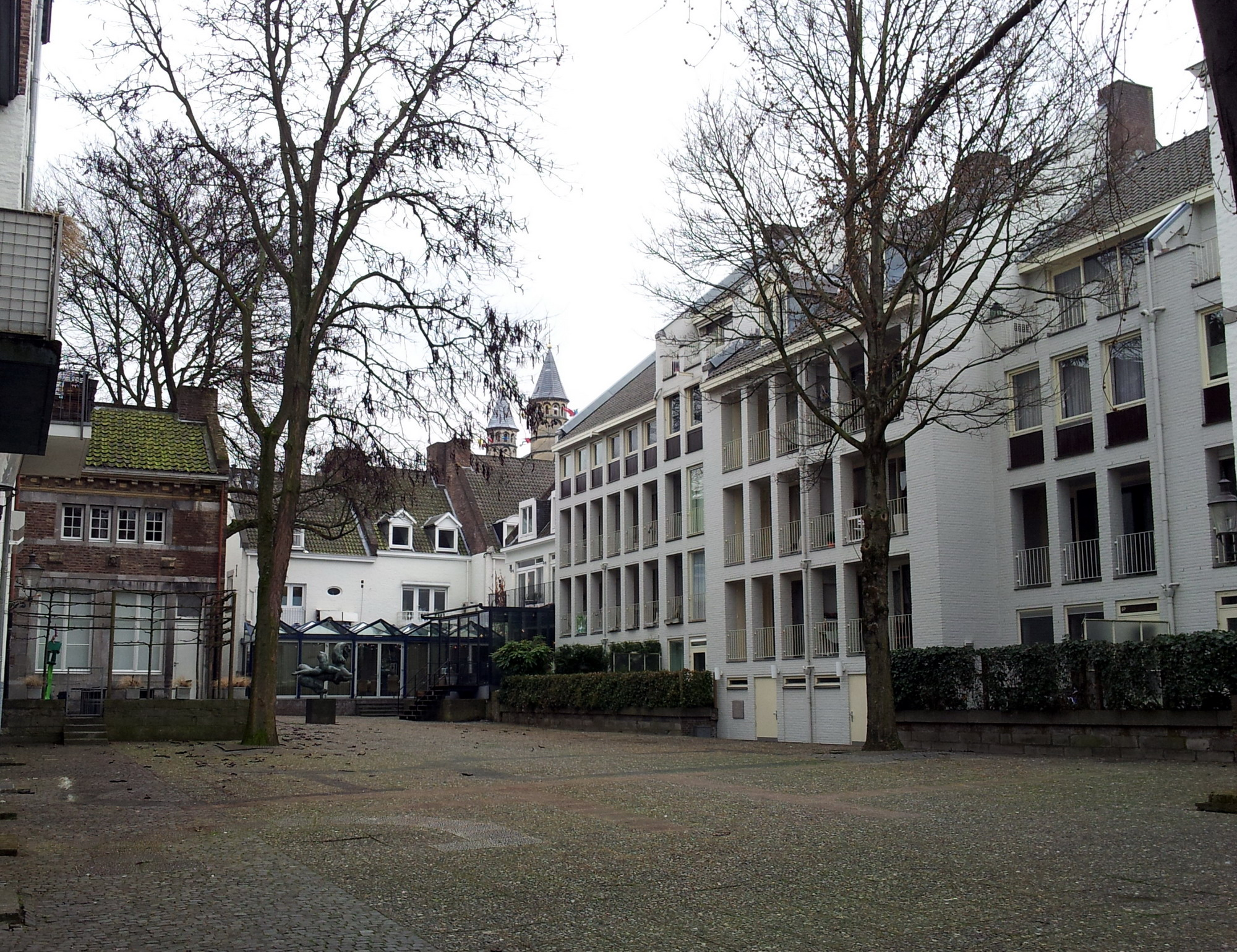
Vernieuwbouw westwand
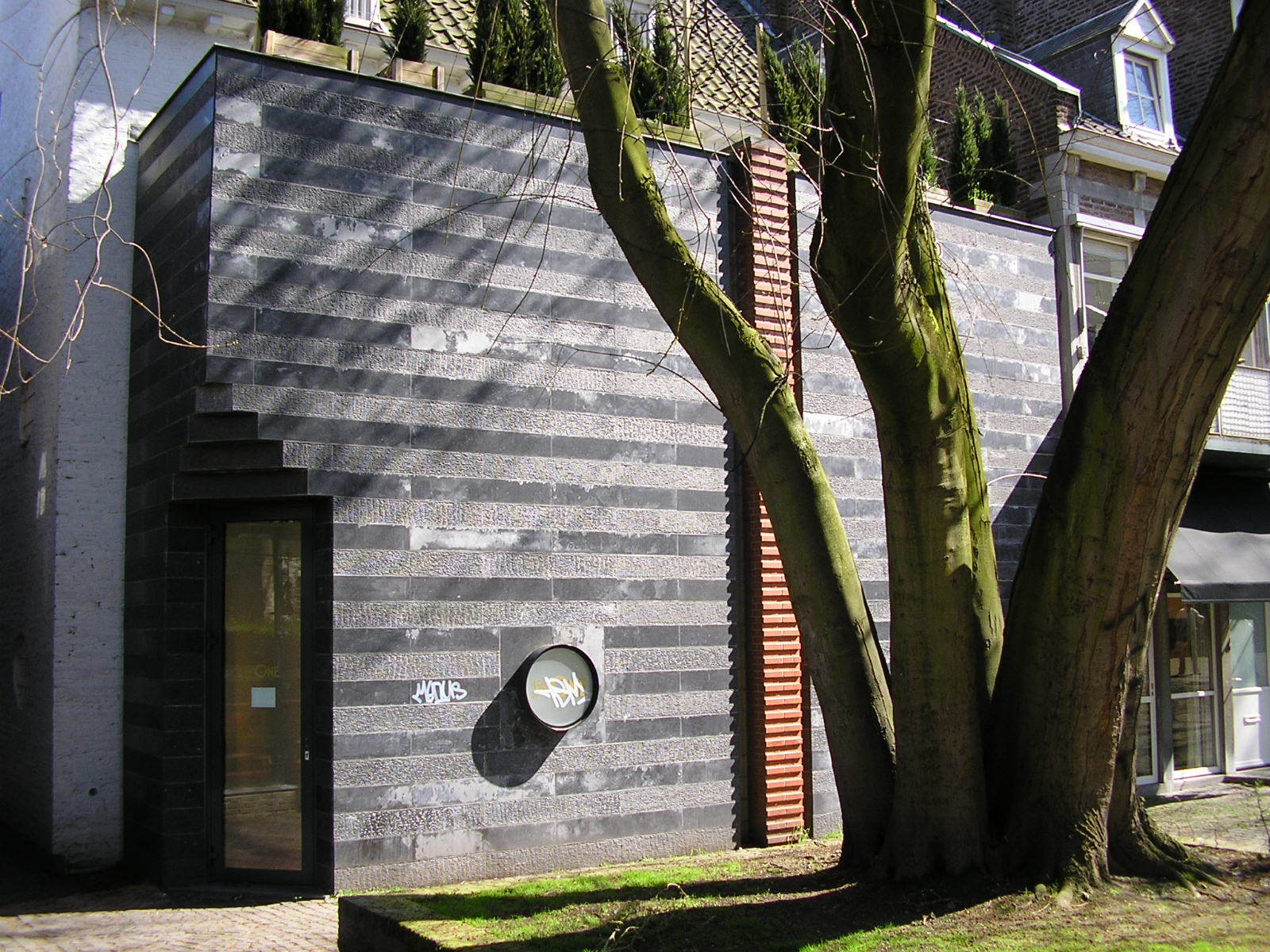
Moderne façade
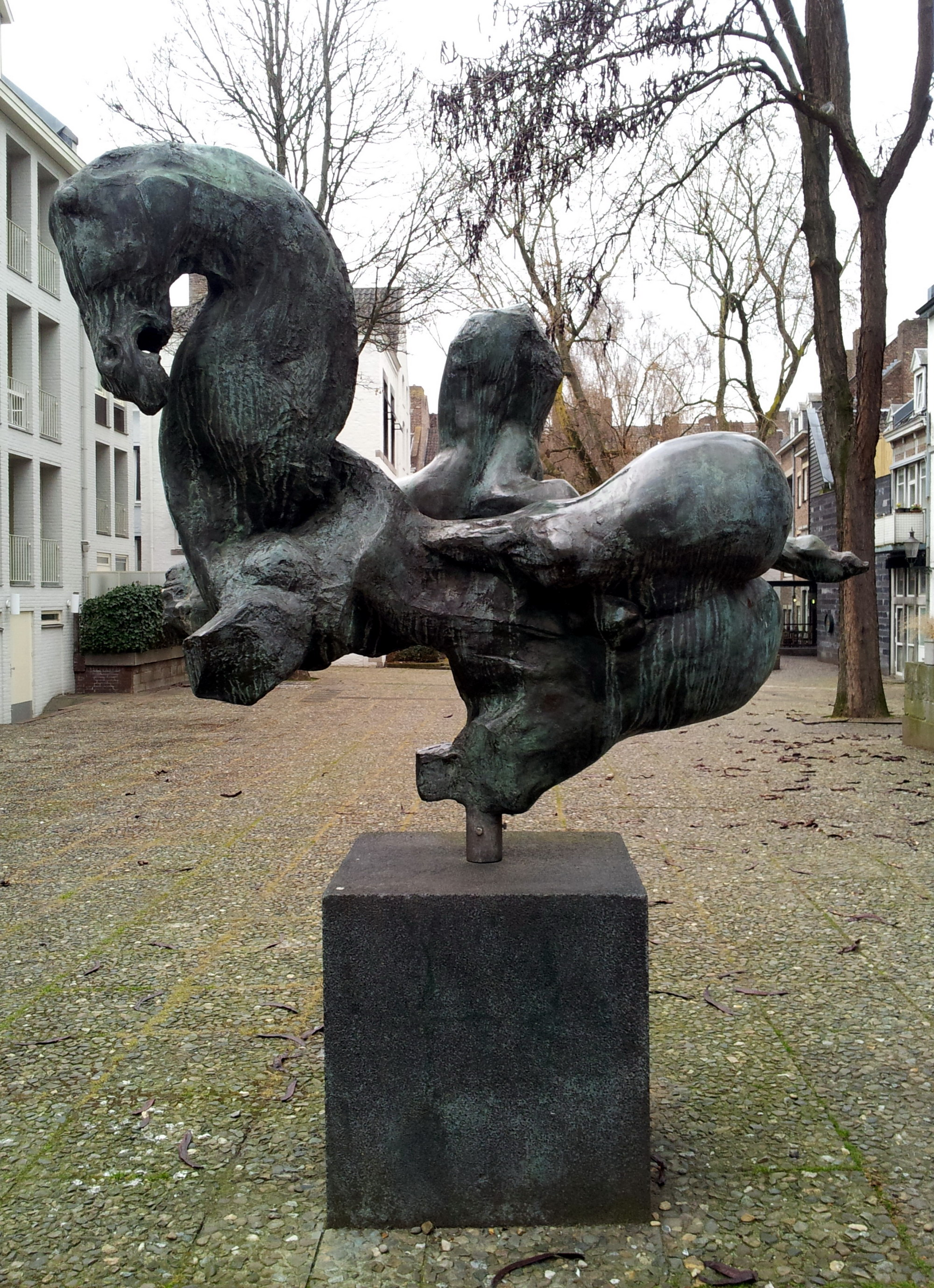
Amazone te paard